# Scorodophloeus zenkeri
Espèce
Scorodophloeus zenkeri est une espèce de plantes à fleurs de la famille des Fabaceae et du genre Scorodophloeus. C'est un arbre tropical originaire d'Afrique.
Il est plus connu en français sous le nom d'arbre d'ail tropical.

## Étymologie
Son épithète spécifique zenkeri rend hommage au botaniste et collecteur allemand Georg August Zenker.

## Description
Cette plante a été étudiée et classifiée par le botaniste allemand Hermann_Harms. On peut trouver la description complète qu'il en a faite dans son ouvrage Botanische Jahrbücher für Systematik, Pflanzengeschichte und Pflanzengeographie, publié en 1902.
Scorodophloeus zenkeri mesure entre 10 m et 15 m de haut. Son tronc a un diamètre compris entre 40 cm et 100 cm.
Ses fleurs sont blanches.

## Répartition
On le trouve dans les forêts à sol sec au Cameroun, en Guinée équatoriale, au Gabon, au Congo, en R.D. du Congo et en Angola.

## Utilisation
Le bois, l’écorce, les jeunes feuilles et les graines servent par endroits de condiments et donnent un goût d’ail aux aliments. Une fois cuites, les jeunes feuilles sont consommées comme légume.